# Haigler Creek (Arizona)
Haigler Creek es un lugar designado por el censo ubicado en el condado de Gila en el estado estadounidense de Arizona. En el Censo de 2010 tenía una población de 19 habitantes y una densidad poblacional de 4,55 personas por km².

## Geografía
Haigler Creek se encuentra ubicado en las coordenadas 34°13′11″N 110°58′17″O / 34.21972, -110.97139. Según la Oficina del Censo de los Estados Unidos, Haigler Creek tiene una superficie total de 4.17 km², de la cual 4.17 km² corresponden a tierra firme y (0%) 0 km² es agua.

## Demografía
Según el censo de 2010, había 19 personas residiendo en Haigler Creek. La densidad de población era de 4,55 hab./km². De los 19 habitantes, Haigler Creek estaba compuesto por el 100% blancos, el 0% eran afroamericanos, el 0% eran amerindios, el 0% eran asiáticos, el 0% eran isleños del Pacífico, el 0% eran de otras razas y el 0% pertenecían a dos o más razas. Del total de la población el 0% eran hispanos o latinos de cualquier raza.